# Splošni gravitacijski zakon
Splòšni gravitacíjski zákon (tudi Newtonov gravitacijski zakon ali zakon težnosti) v fiziki pojasnjuje, da gravitacijska sila pojema z razdaljo. Poleg tega teorija pokaže, da kadar je masa telesa večja, je večja tudi njegova gravitacijska sila. Isaac Newton je zapisal zakon v svoji knjigi Matematična načela naravoslovja (latinsko Philosophiae Naturalis Principia Mathematica) leta 1687. Potrebno je poudariti, da Newton ni »iznašel« ali »odkril« gravitacije. Določil jo je samo matematično. Uporabil je svoj zakon skupaj s svojimi tremi zakoni gibanja, da bi nadomestil Keplerjeve zakone gibanja planetov.
- Vsako telo v Vesolju privlači vsako drugo telo s silo, katere smer leži na zveznici njunih težišč in je sorazmerna zmnožku njunih mas in obratno sorazmerna kvadratu razdalje med njima.
- Dve telesi se privlačita s silo, ki je premo sorazmerna produktu njunih mas in obratno sorazmerna kvadratu razdalje med njima.

Točno rečeno zakon velja samo za točkasta telesa.
{\displaystyle F\propto {\frac {m_{1}m_{2}}{r^{2}}}\!\,.}
Če imajo telesa še prostorsko razsežnost, se resnično silo dobi z integriranjem sil med različnimi točkami.
{\displaystyle F=\kappa {\frac {m_{1}m_{2}}{r^{2}}}\!\,,}
kjer je:
- {\displaystyle F\!\,} gravitacijska sila med dvema telesoma,
- {\displaystyle m_{1}\!\,} masa prvega telesa,
- {\displaystyle m_{2}\!\,} masa drugega telesa,
- {\displaystyle r\!\,} razdalja med težiščema obeh teles in
- {\displaystyle \kappa \!\,} gravitacijska konstanta, včasih označena tudi kot G.

## Vektorska oblika
Splošni gravitacijski zakon se lahko zapiše kot vektorsko enačbo s katero se upošteva tako velikost kot tudi smer gravitacijske sile. Tu so krepko pokončno pisani vektorji.
{\displaystyle \mathbf {F} _{12}=-\kappa {\frac {m_{1}m_{2}}{{\vert \mathbf {r} _{12}\vert }^{2}}}\,\mathbf {\hat {r}} _{12}\!\,,}
kjer je:
- {\displaystyle \mathbf {F} _{12}} sila na telo 2 telesa 1,
- {\displaystyle \kappa \!\,} gravitacijska konstanta,
- {\displaystyle m_{1}\!\,} in {\displaystyle m_{2}\!\,} masi teles 1 in 2,
- {\displaystyle \vert \mathbf {r} _{12}\vert \ =\vert \mathbf {r} _{2}-\mathbf {r} _{1}\vert } razdalja med telesoma 1 in 2,
- {\displaystyle \mathbf {\hat {r}} _{12}\ {\stackrel {\mathrm {def} }{=}}\ {\frac {\mathbf {r} _{2}-\mathbf {r} _{1}}{\vert \mathbf {r} _{2}-\mathbf {r} _{1}\vert }}} enotski vektor iz telesa 1 k telesu 2.

Lahko se vidi, da je vektorska oblika enačbe enaka kot skalarna oblika, s tem da je sedaj sila {\displaystyle \mathbf {F} } vektorska količina, desna stran pa je pomnožena z ustreznim enotskim vektorjem. Velja tudi: {\displaystyle \mathbf {F_{12}} =-\mathbf {F_{21}} }.
V splošni teoriji relativnosti je pojem gravitacijske sile kot sile, ki pojema s kvadratom razdalje, zavržen in ga zamenja nova predstava gravitacije kot značilnosti prostor-časa. Splošna teorija relativnosti je tudi takšna teorija, ki pri majhnih hitrostih in šibkih gravitacijskih poljih kot približek da Newtonov splošni gravitacijski zakon. Predložili so tudi nekaj poskusov gravitacijskih zakonov, s katerimi bi se ognili gravitacijskih singularnosti.